# Niegocin (Mazovie)
Niegocin (prononciation : [ɲeˈɡɔt͡ɕin]) est un village polonais de la gmina de Dzierzgowo dans le powiat de Mława de la voïvodie de Mazovie dans le centre-est de la Pologne.
Il se situe à environ 4 kilomètres au sud de Lipowiec Kościelny (siège de la gmina), 15 kilomètres au sud-ouest de Mława (siège du powiat) et à 110 kilomètres au nord-ouest de Varsovie (capitale de la Pologne).
Le village compte approximativement une population de 24 habitants en 2006.

## Histoire
De 1975 à 1998, le village appartenait administrativement à la voïvodie de Ciechanów.